# Iglesia de Nuestra Señora del Rosario (Roquetas de Mar)
La Iglesia de Nuestra Señora del Rosario es un templo religioso de culto católico y puesto bajo la advocación mariana de la Virgen del Rosario. Está situada en Roquetas de Mar, en la provincia de Almería (España).

## Historia

### Antecedentes
Antes de la construcción de la iglesia de la Virgen del Rosario, Roquetas dependía eclesiásticamente de la parroquia felisaria Iglesia de la Encarnación. Posteriormente dependió de Vícar.

Tahas de La Alpujarra en el Reino de Granada en el momento de la conquista castellana.

Los orígenes de esta relación entre Roquetas y los municipios de su entorno debemos buscarla en tiempos del Reino Nazarí de Granada. El territorio de este último reducto musulmán en la península ibérica se encontraba dividido en tahas, siendo especialmente conocidas las de la Alpujarra debido a que se mantuvieron como demarcación hasta muy avanzada la época cristiana. Una de era la Taha de lmexixar, con capital en Felix, que englobaba los actuales municipios de Roquetas de Mar, Vícar, La Mojonera, Felix y Enix Desde la constitución del Reino de Granada como territorio castellano en 1492, Roquetas formaba parte del municipio de Felix, dependiendo así de la Almexixar Aunque el Castillo de Santa Ana disponía de su propia capilla, el continuo crecimiento de la población roquetera obligó a construir un templo que fuera capaz de cubrir las necesidades de campesinos, pescadores y militares

### Construcción
En 1774 se delimitan los términos de la parroquia de Roquetas. En un principio, el sacerdote era compartido con la parroquia de San Benito de Vícar, como fue el caso del primer sacerdote de la Iglesia de Ntra. Sra. del Rosario, Pedro Gaspar Torrente, que murió en 1799.
Entre 1747 y 1750 se comenzó su construcción. Fue una obra de gran envergadura para el pequeño pueblo que fue Roquetas. El proyecto era de Ventura Rodríguez, arquitecto madrileño. En 1757 se terminó de construir la Iglesia de Ntra. Sra. del Rosario, de mayores dimensiones que la de Vícar y Felix. Fue costeada principalmente por los vecinos y, en menor medida, por el Obispado de Almería. Sin embargo, hasta 1770 o 1772 el obispo no permitió celebrar los sacramentos por miedo a alguna invasión por partes de los moros. El obispo que había en la Diócesis de Almería cuando se concedió la licencia era Claudio Sanz y Torres, reinando en España Carlos III.
Los habitantes de Roquetas construyeron el templo a sus propias expensas y con la ayuda de las Fábricas Generales del Obispado de Almería. La construcción representó un paso más para la independencia administrativa y supuso para los roqueteros de aquella época una muestra de unión del pueblo de Roquetas. Además, ayudó a definir la identidad del pueblo frente a Vícar o Felix.

### Elección de la patrona
Ntra. Sra. del Rosario fue elegida patrona del municipio el 17 de abril de 1797. La elección se realizó en una reunión celebrada por el Concejo. La causa de la elección de un santo como patrón fue la aflicción y desesperación popular por la epidemia de terciana que sufría el pueblo. En el sorteo entraron todas las imágenes de bulto que había en la iglesia; la mano inocente de un niño, Antonio Villanueva, sacó la papeleta correspondiente a la Virgen del Rosario, que fue elegida como patrona.

### desvinculación de la Administración con la Iglesia
La puerta actual fue pagada por Pepa Padilla en 1922, restaurada después por los daños sufridos durante la Guerra Civil.

### Segunda República y Guerra Civil
Durante la Segunda República, la Iglesia Católica se posicionó en contra de los partidos de izquierdas, ya que defendían la separación entre la Iglesia y el Estado, la aconfesionalidad del Estado y la prohibición los colegios regidos por órdenes religiosas. La repercusión en Roquetas fue la aparición en varias ocasiones de hostilidades hacia la parroquia de la Virgen del Rosario; así, en marzo de 1936 corre el rumor de un futuro atentado contra la iglesia de Roquetas, a lo que se opone la corporación municipal. Aunque se permitió la celebración de las distintas procesiones y fiestas religiosas, como la Virgen del Rosario, San Marcos, el Corpus Christi, Santa Ana o la Virgen del Carmen de Aguadulce, a ellas no asistía ninguna representación del ayuntamiento y se le pedía a la parroquia que las realizase con respeto y prudencia.
Con el estallido de la Guerra Civil, Roquetas de Mar y toda la provincia de Almería se encontraba en zona republicana. Por este motivo, se obligó al párroco a marcharse del pueblo y después el templo fue saqueado y se destruyeron sus imágenes, retablos y enseres. La imagen de la Virgen del Rosario de aquella época fue pasto de las llamas, junto con la mayoría de ellas.

## Descripción

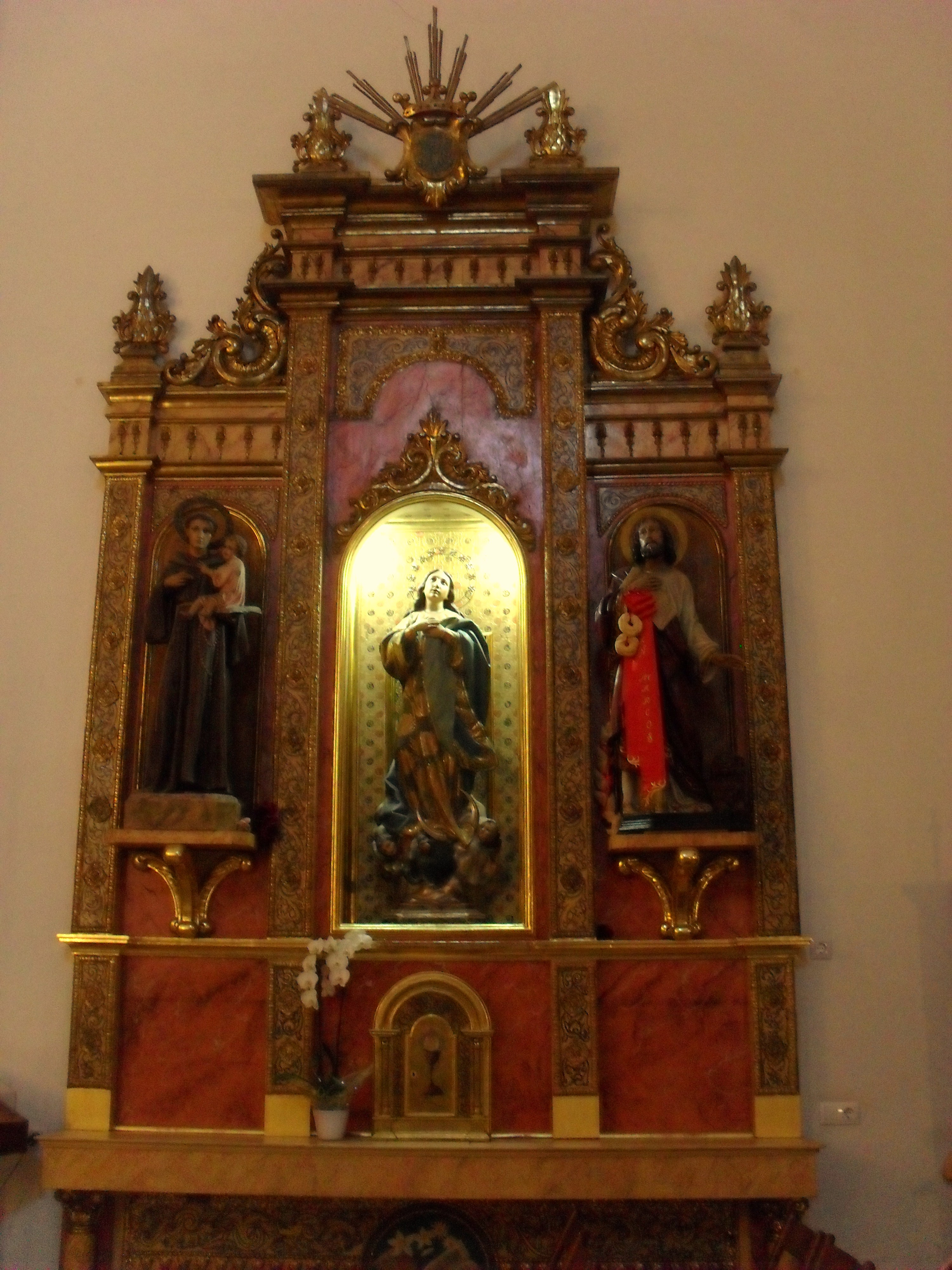
Retablo menor de la parroquia, donde se encuentran las imágenes de la Inmaculada, San Antonio y San Marcos

## Ubicación
La Iglesia de Ntra. Sra. del Rosario se encuentra en la Plaza de la Constitución, en el centro de Roquetas de Mar. A su lado se sitúa el ayuntamiento del municipio.

## Imaginería

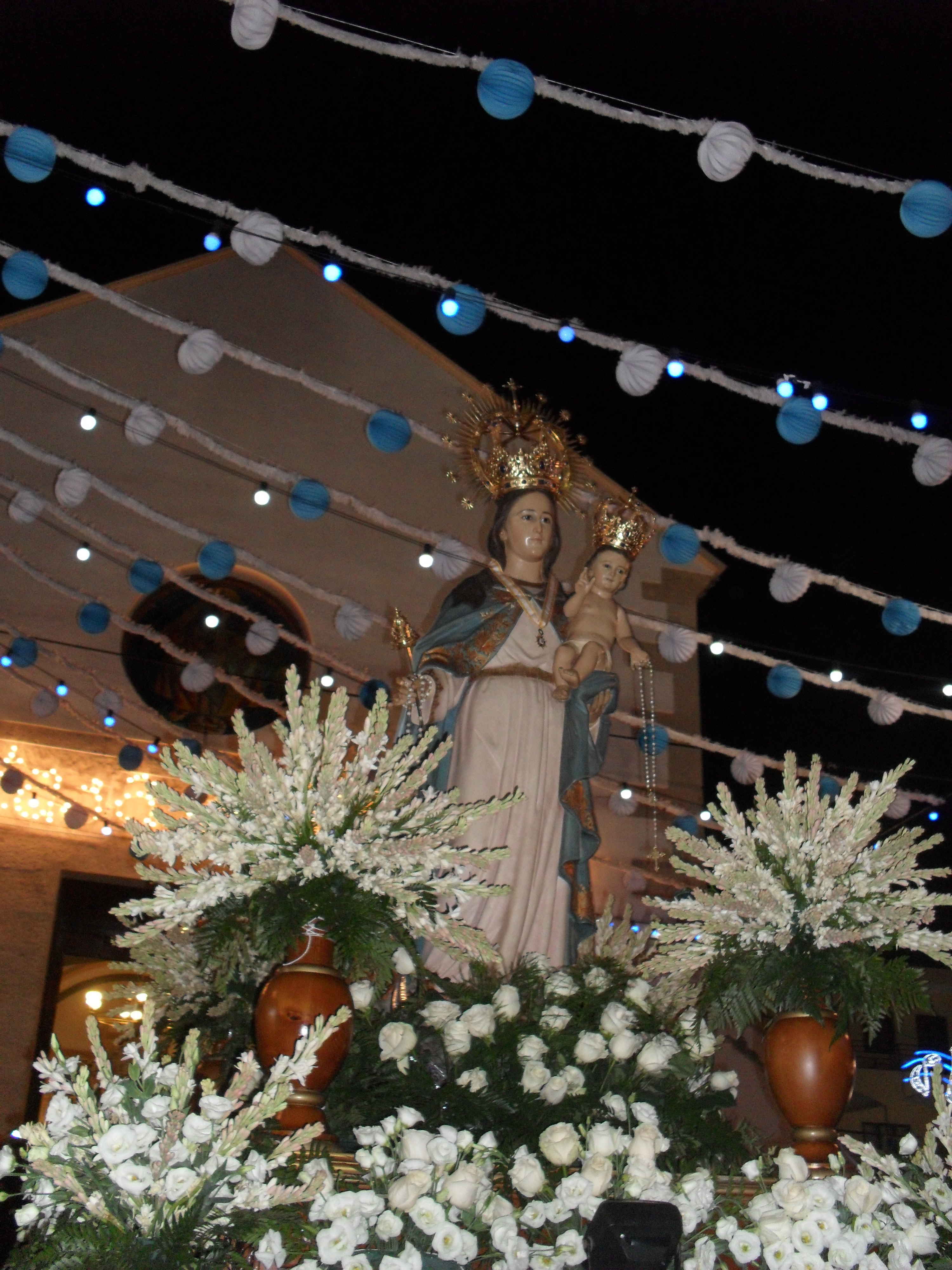
Nuestra Señora del Rosario en procesión

En el templo se encuentran 14 imágenes, número que ha variado a lo largo del tiempo. A finales del siglo XVIII existían 11 imágenes. Durante la Guerra Civil se perdieron muchas imágenes y otras resultaron gravemente dañadas.

### Ntra. Sra. del Rosario
La Virgen del Rosario es la patrona del municipio; dentro de la iglesia, se sitúa en el retablo mayor. Existió una Virgen del Rosario anterior, que fue destruida en la Guerra Civil.
Su procesión se realiza el 7 de octubre, y se conoce que se realiza algún tipo de celebración en su honor desde el siglo XIX. Fue coronada canónicamente el año 2000.

### Stmo. Cristo del Perdón

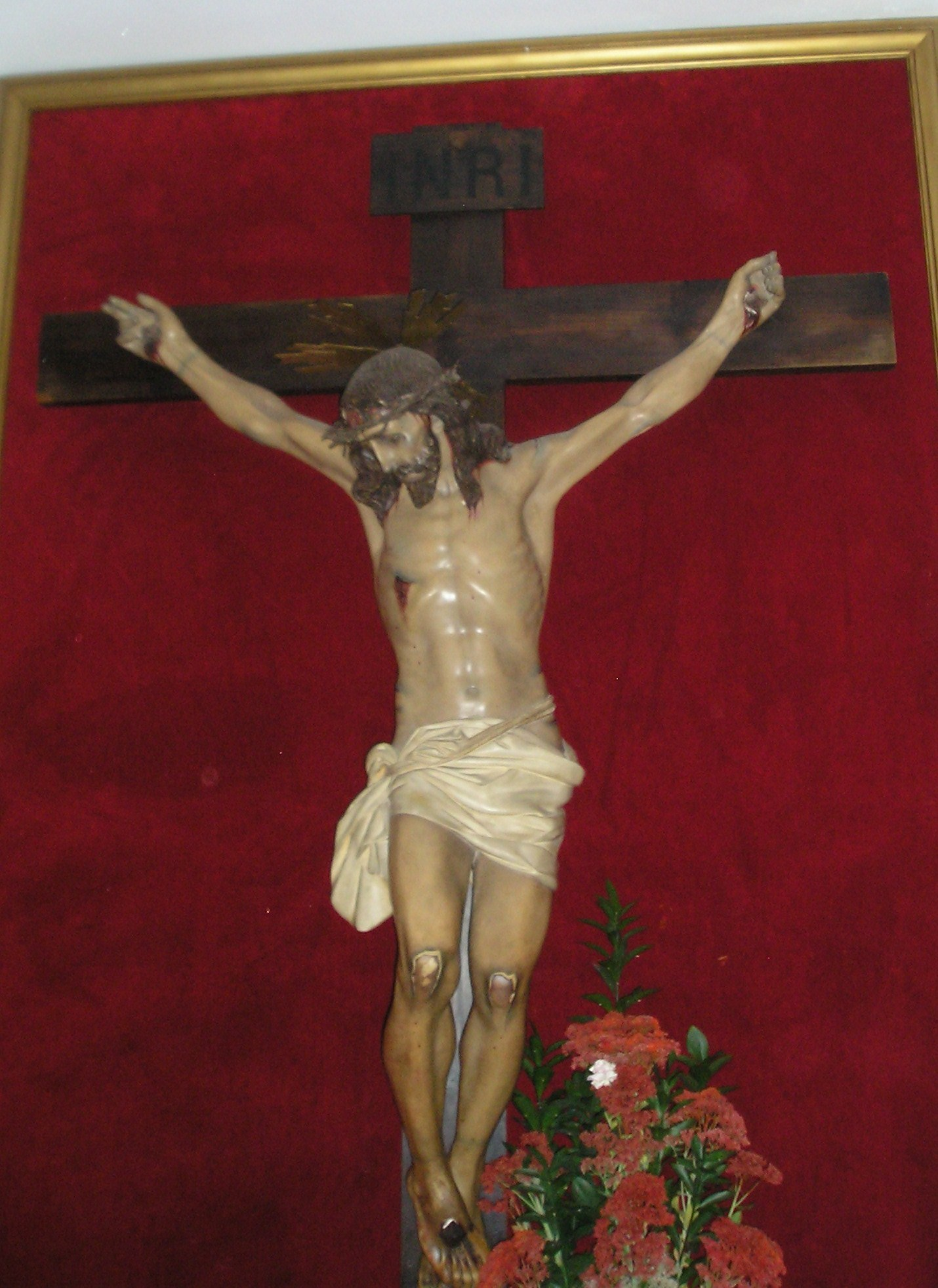
El Stmo. Cristo del Perdón en la capilla del templo

El Santísimo Cristo del Perdón fue donado por Manuel Marín Amat en 1944. Esta imagen fue procesionada por la Cofradía de Ntra. Sra. de los Dolores hasta el año 2000.

### Sagrado Corazón de Jesús
El Sagrado Corazón de Jesús llegó a Roquetas de Mar en 1940 desde los talleres de Olot. La imagen fue donada por Ángel Gonzálvez García y su familia.

### San Antonio

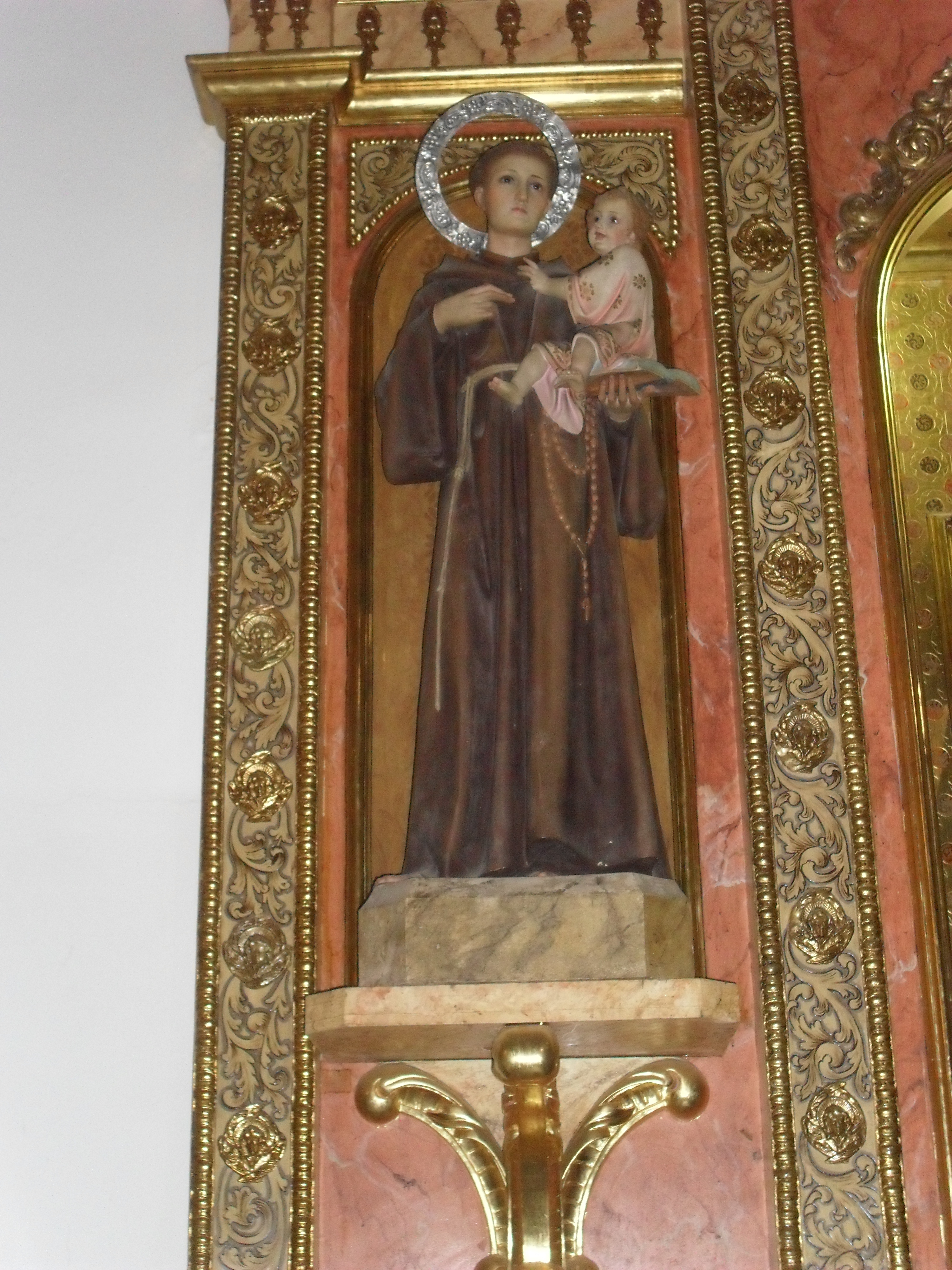
San Antonio en el retablo menor del templo

La imagen de San Antonio llegó a Roquetas de Mar desde los talleres de Olot. La imagen fue adquirida por suscripción popular.

### Cristo Yacente en el Santo Sepulcro

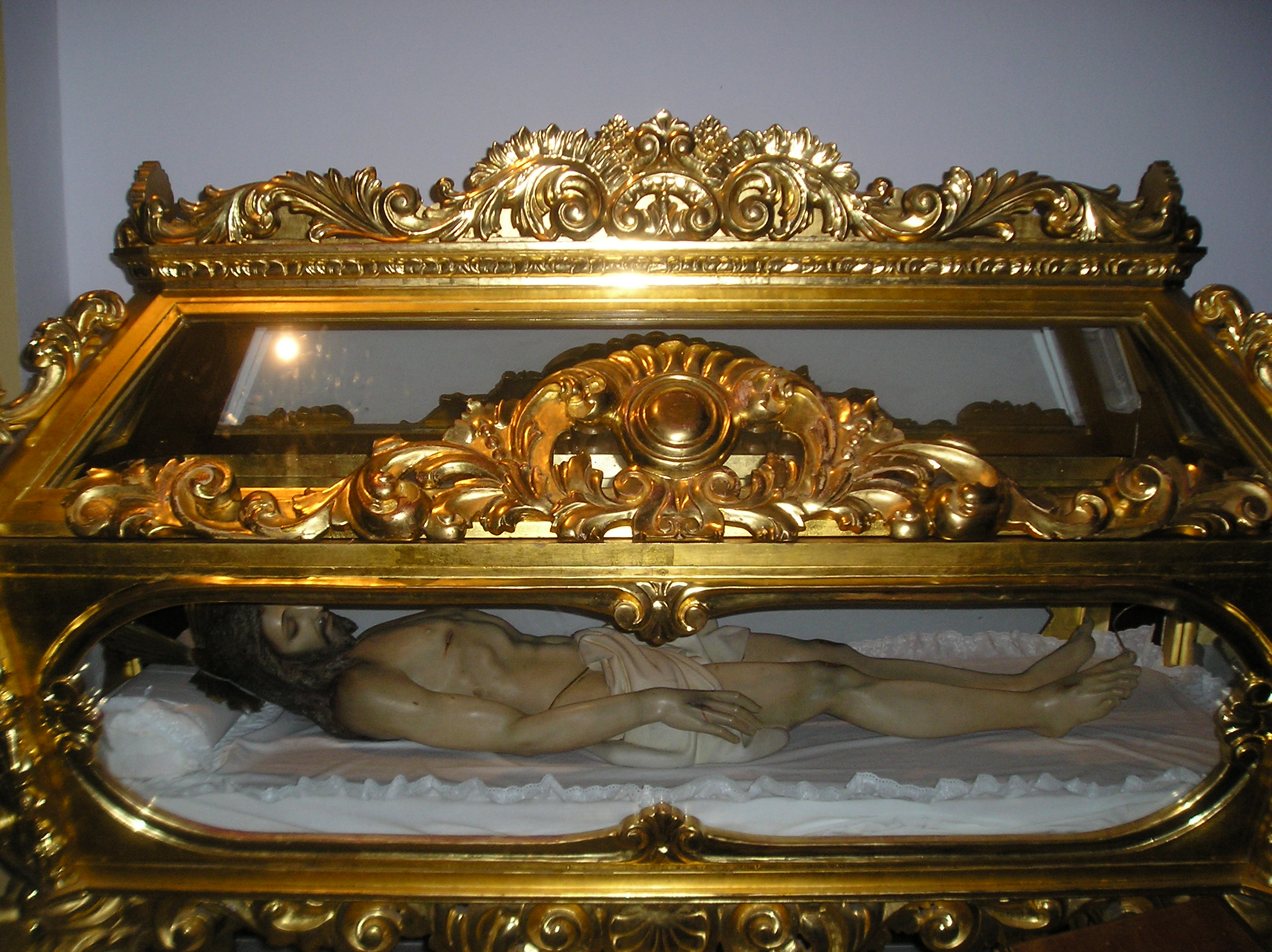
El Cristo Yacente en el Santo Sepulcro en la capilla del templo

### Ntra. Sra. de los Dolores

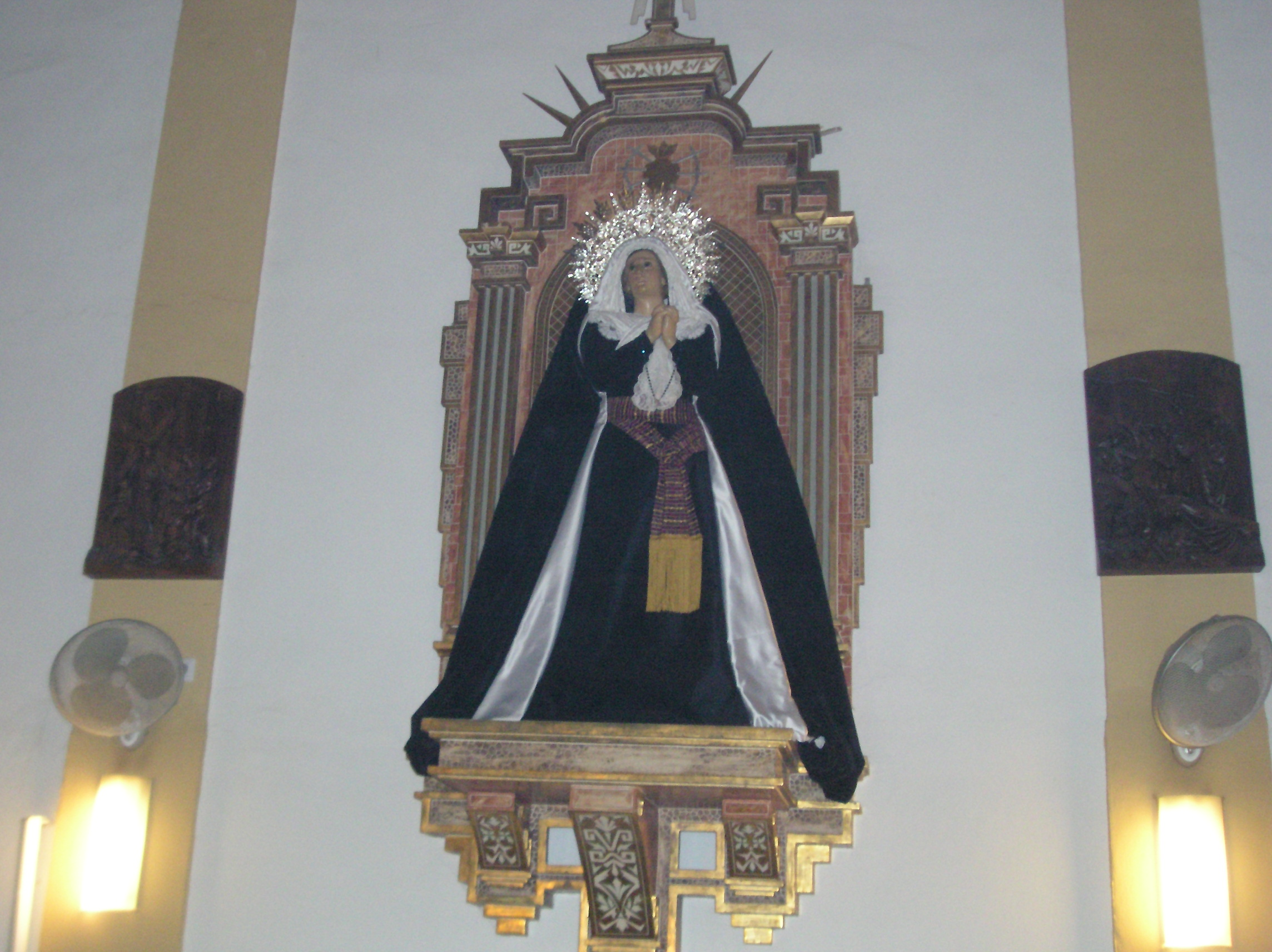
Nuestra Señora de los Dolores en el templo

Fue encargada por el matrimonio formado por Manuel Rivas Marín y Virginia García Cuenca en 1955 al taller de Inocencio Cuesta Valencia, de la escuela valenciana.
Su peana tiene un diámetro de 2'35 metros y su altura es de 1'75 metros. La anchura interior de la imagen es de 1'60 m y a ella se unen unos pies simulados con sandalias.

### Ntro. Padre Jesús Nazareno

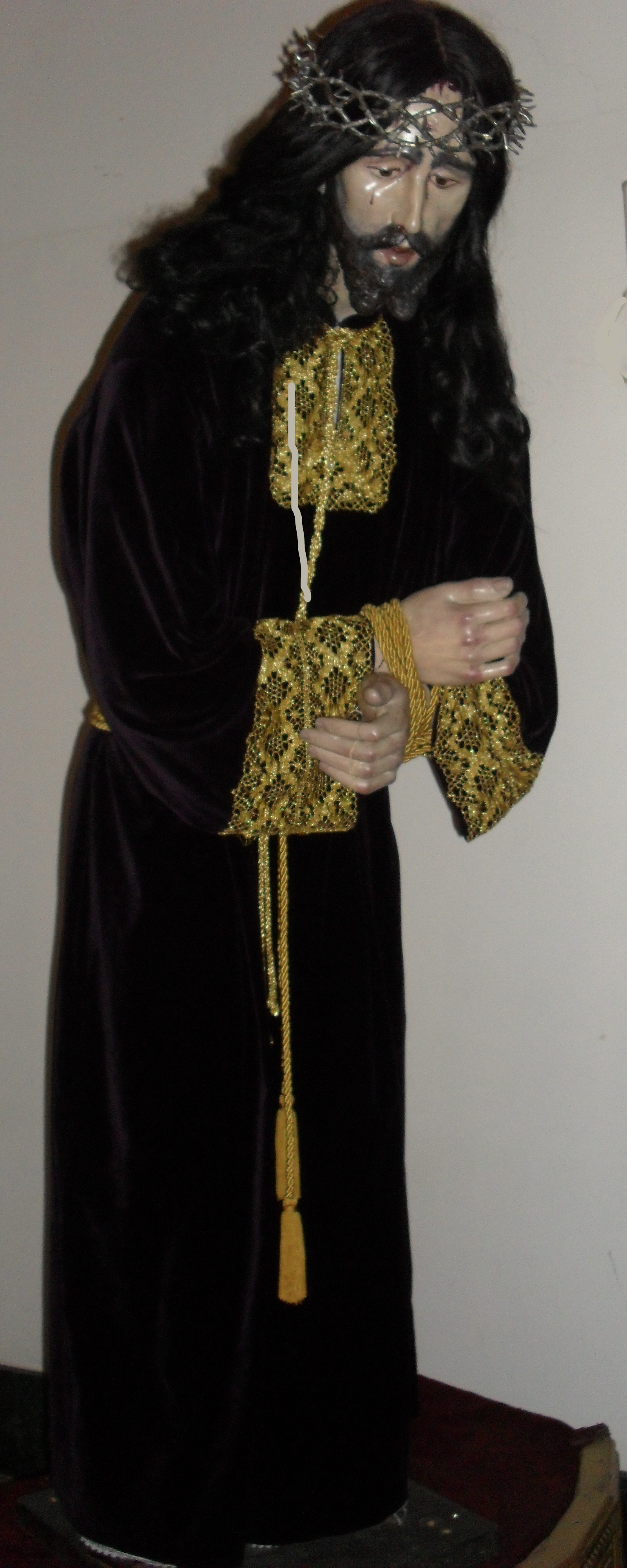
Nuestro Padre Jesús en el templo